# Das große Fressen
Das große Fressen (Originaltitel: La grande bouffe) ist ein französisch-italienischer Spielfilm aus dem Jahr 1973. Regie führte Marco Ferreri, das Drehbuch schrieben Rafael Azcona und Francis Blanche. Die Hauptrollen spielten Marcello Mastroianni, Ugo Tognazzi, Michel Piccoli, Philippe Noiret und Andréa Ferréol.

## Handlung
Vier Freunde um die 50 treffen sich an einem Wochenende im Spätherbst, um sich fortwährend delikat zubereitetem, aber in erster Linie übermäßigem Essen und sexuellen Ausschweifungen hinzugeben, was letztendlich zu einem geradezu feierlichen, kollektiven Suizid (das Motiv: der Lebensüberdruss der vier) führen soll. Der Gerichtsdirektor Philippe, der sein großes, unbewohntes Stadthaus in einem Pariser Außenbezirk für das Gelage zur Verfügung stellt, begeistert sich für barocke Körperformen. Die Vorliebe des Fernsehproduzenten Michel gilt Ballettübungen, die er allerdings als Narzissmus abtut. Flugkapitän Marcello, Michels bester Freund, sucht sein Glück bei jungen Frauen, die dem Sexbesessenen oftmals widerstandslos erlegen sind. Restaurantbesitzer Ugo hat eine umfangreiche Sammlung von Messern und gibt gerne sehenswerte Don-Vito-Corleone-Imitationen zum Besten.
Mit dem Einverständnis der anderen bestellt Marcello drei Prostituierte. Eher zufällig stößt die Lehrerin Andrea zu der bereits erweiterten Gesellschaft. Die Frau aus einfacheren Verhältnissen fühlt sich in der Gesellschaft der einfluss- und erfolgreichen Herren recht schnell wohl. Philippe und Andrea geben ihre Verlobung bekannt, trotzdem schläft sie auch mit den anderen. Anfänglich sind die drei Prostituierten von dieser dekadenten Gesellschaft noch angetan. Doch nach einiger Zeit empfinden sie Ekel über das unmäßige Essen, worauf sich eine der Frauen sogar übergeben muss, und sie verlassen nach und nach das Anwesen.
Michel, der in seiner Kindheit offenbar streng erzogen wurde und jede Flatulenz unterdrücken musste, leidet schwer unter seiner Verdauung. Die Freunde ermuntern ihn, sich gehen zu lassen und seinen Darmwinden freien Lauf zu lassen.
Marcello versagt beim Sex mit Andrea, und als er die verstopfte Toilette des Anwesens benutzen will, explodiert sie zum allgemeinen Entsetzen und überflutet Teile des Badezimmers mit Exkrementen. Daraufhin verkündet Marcello wutentbrannt, dass er abreisen werde. Er will im mittlerweile eingeschneiten Garten des Anwesens den von ihm zuvor mit Begeisterung instandgesetzten Bugatti Type 37 A starten, erfriert dann jedoch in der eiskalten Nacht, hinter dem Lenkrad sitzend. Sein Leichnam wird am nächsten Tag in die hauseigene Kühlkammer gebracht. Einige Stunden später stirbt auch Michel, nachdem er noch mit den lauten Schlussakkorden eines Klavierstücks versuchte, seine heftigen Blähungen zu übertönen. Er sinkt, besudelt von seinen Exkrementen, auf dem Balkon zusammen. Sein Leichnam wird neben den von Marcello gesetzt und ist in nachfolgenden Szenen durch die Fenster des Kühlraums zu sehen.
Ugo bereitet anschließend eine große Torte aus verschiedenen Pasteten zu, die jedoch keinen weiteren Liebhaber findet. Also gibt er kund, sie alleine verzehren zu wollen. Bald kann er dies nur noch mit Hilfe Philippes auf dem Küchentisch liegend. Schließlich bittet er Andrea, ihn sexuell mit der Hand zu befriedigen, um beim Orgasmus zu sterben.
Am nächsten Morgen sitzt Philippe im Garten. Andrea bringt dem Diabetiker einen süßen Pudding in Form zweier üppiger weiblicher Brüste. Während Philippe den Pudding verzehrt, wird neues Fleisch geliefert, das Andrea im Garten verteilen lässt (da sich in Küche und Kühlraum die Leichen der anderen befinden). Philippe stirbt schließlich in ihren Armen.

## Synchronisation
Für das Dialogbuch und die Dialogregie war Rainer Brandt im Auftrag der Rainer Brandt Filmproduktions GmbH zuständig.
| Rolle        | Darsteller/in        | Synchronsprecher/in |
| ------------ | -------------------- | ------------------- |
| Marcello     | Marcello Mastroianni | Rainer Brandt       |
| Ugo          | Ugo Tognazzi         | Harald Juhnke       |
| Michel       | Michel Piccoli       | Helmo Kindermann    |
| Philippe     | Philippe Noiret      | Rolf Schult         |
| Andréa       | Andréa Ferréol       | Evamaria Miner      |
| Anne         | Florence Giorgetti   | Beate Hasenau       |
| Danielle     | Solange Blondeau     |                     |
| Barbara      | Cordelia Piccoli     |                     |
| Hector       | Henri Piccoli        | Herbert Weißbach    |
| Tante Nicole | Michèle Alexandre    | Tina Eilers         |
| Lieferant    | Maurice Dorléac      | Wolfgang Lukschy    |

## Kritiken
Der Film wurde in den 1970er Jahren als schockierend wahrgenommen. Neben der skandalösen Handlung waren es auch die derben Sex-Szenen, die explizit dargestellten „Fress-Szenen“ und die überdeutlich hörbaren Verdauungsgeräusche und Blähungen der Protagonisten, die den Seh- und Hörgewohnheiten der 1960er Jahre komplett zuwiderliefen. In Irland wurde der Film mit einem Aufführungsverbot belegt.
Roger Ebert schrieb 1973 in der Chicago Sun-Times, der Film besitze keine philosophische Tiefe (philosophical depth). Er bezeichnete den Film als „dekadent, voller Selbstüberdruss (self-loathing), zynisch und häufig obszön (frequently obscene)“.
Das Lexikon des internationalen Films schrieb: „Ferreris umstrittenes Bild einer Konsum-Orgie, in Details überdeutlich und schockierend, insgesamt jedoch zu wenig reflektiert und verbindlich, um wirklich aufrütteln zu können. Die Allegorie auf eine nur am Konsum orientierten Gesellschaft geht in der vordergründigen Inszenierung unter.“
Das große Fressen wurde im Jahr 2000 von Michael Dlugosch wegen „grandios durchdachter Bildaufbauten“ gelobt und als „in höchstem Grade interessant“ beschrieben. Er verglich ihn mit dem Film Die 120 Tage von Sodom aus dem Jahr 1975, der in noch extremerer Weise Fäkalien zeige.
Der Ernährungssoziologe Daniel Kofahl zählt den Film zu den Klassikern des Kulinarischen Kinos und schrieb in einer Kritik zum 50-jährigen Jubiläum des Films 2023, dass der Film „auch noch heute eine Schocktherapie für Freiheit und Selbstbestimmung des Lebens“ in sich bergen würde.

## Auszeichnungen
Der Film gewann die Goldene Leinwand. Er gewann außerdem bei den Internationalen Filmfestspielen von Cannes 1973 den FIPRESCI-Preis der Fédération Internationale de la Presse Cinématographique und wurde für die Goldene Palme nominiert.